# كريس ساينز
كريس ساينز (بالإنجليزية: Chris Sáenz)‏ هو لاعب كرة قاعدة أمريكي، ولد في 14 أغسطس 1981 في توسان في الولايات المتحدة.

## وصلات خارجية
- كريس ساينز على موقعبيزبول رفرنس.كوم (الدوري الرئيسي) (الإنجليزية)